# Военный переворот в Лесото (2014)
Военный переворот в Лесото произошёл 30 августа 2014 года в результате вмешательства вооружённых сил страны в политический конфликт.

## Предпосылки
С момента обретения независимости от Великобритании в 1966 году, Королевство Лесото пережило по крайней мере три государственных переворота, последний из которых закончился военной интервенцией ЮАР и Ботсваны. В последнее время в течение нескольких месяцев в Лесото назревал новый политический кризис. Через два года после проведения всеобщих выборов, приведших к созданию неустойчивого коалиционного правительства с небольшим большинством, назначенный в 2012 году церемониальным королём Летсие III на пост премьер-министра лидер Конвенции «Всё Басуто» Том Табане в июне 2014 года распустил парламент с целью срыва голосования по вотуму недоверия. После этого вице-премьер и лидер Конгресса за демократию Лесото Мотетджоа Метсинг пообещал сформировать новую коалицию и сместить Табане. В конце июня партнеры были близки к распаду правящей коалиции, но при помощи посредников заключили соглашение о том, что для предотвращения попыток ещё большей дестабилизации обстановки, нужно продолжить совместную работу до 2017 года, то есть до следующих выборов. В том же месяце, в официальном заявлении правительства ЮАР было сказано о «необычных передвижениях частей сил обороны Лесото» с призывом «воздерживаться от любых действий, которые могут подорвать мир, безопасность и стабильность в стране», а в июле королевство посетил президент ЮАР Джейкоб Зума. Ранее, в январе, политолог Джей Улфелдер включил Лесото в список 25 стран мира, имеющих относительно высокую опасность для осуществления попытки государственного переворота. Возможно, решающим фактором для такого развития событий стало 29 августа, когда король по распоряжению премьер-министра уволил с должности командующего армией генерал-лейтенанта Тиали Камоли и назначил на его место Маапаранкое Махао.

## События
30 августа 2014 года около 4 часов утра по местному времени (2 часа по Гринвичу) по сообщению министра спорта Лесото и лидера Национальной партии Басуто Теселе Масерибане, «вооруженные силы установили контроль над полицейскими участками», окружили одно из правительственных зданий в столице — Масеру, «повсюду были слышны выстрелы». Он отметил, что «военный командир сказал, что искал меня, премьер-министра и вице-премьера, чтобы отвести нас к королю. Значит в нашей стране переворот», однако заявив, что «премьер-министр и я всё так же представляем коалиционное правительство. Премьер-министр по-прежнему находится у власти» и «пребывает в добром здравии». По некоторым данным, силы верные Метсингу, желающему сформировать новую коалицию и избежать вотума недоверия, окружили здание парламента, резиденцию премьер-министра и его заместителя, штаб-квартиру полиции, закрыли магазины и частные радиостанции, кроме единственной католической, прервали телефонную связь.
Позже, премьер-министр Том Табане в эфире южноафриканской телекомпании «ENCA» и в телефонном разговоре c «BBC» заявил, что «это военный переворот, так как им руководят военные. Они не выполняют поручения главнокомандующего, которым являюсь я. Я был отстранен не народом, а вооруженными силами, что является незаконным. Я прибыл в ЮАР и не вернусь обратно до тех пор, пока моя жизнь находится в опасности. Я не возвращусь в Лесото, чтобы меня там убили», добавив, что проконсультируется там с представителями Сообщества развития юга Африки. В телефонном разговоре с «Voice of America» Табане сказал, что солдаты «бегают по улицам, угрожая людям» и «совершенно открыто заявляют, что хотят моей шеи». Однако, через несколько часов, Табане сказал, что уехал в ЮАР посетить свою дочь, а не сбежал из страны, и вернётся 31 августа. Как позже стало известно, Табане был вывезен группой дипломатов и спецназа ЮАР за несколько часов до налёта на его дом. Тем временем, представитель Вооружённых сил Лесото майор Нтлеле Нтои, опровергнув попытку переворота, сообщил, что действия армии были предприняты лишь в отношении разоружения некоторых представителей полиции, которые «планировали вооружить политическую группировку», а именно Конгресс за демократию, после чего «ситуация нормализовалась, военные вернулись в казармы», а «силы обороны защищают действующее демократически избранное правительство» и уважают конституцию страны, добавив, что в ходе операции был ранен 1 солдат армии и 4 полицейских. Нтои также сказал, что командование армией осуществляет генерал-лейтенант Тиали Камои, а прежний, Махао, был уволен королём. Вице-премьер Метсинг в это время находился за пределами столицы в сельской местности, где прокомментировал ситуацию, сказав, что «это не переворот».
31 августа, Метсинг, в соответствии с Конституцией взял на себя бразды правления страной. Утром было совершено нападение на дом бывшего командующего силами обороны Маапаранкое Махао, была убита его собака, а сам он бежал из страны. Была отменена запланированная на 1 сентября акция протеста против политики Табане, закрыты все суды. Одновременно, по приглашению президента ЮАР, Метсинг отбыл в ЮАР для консультаций. В тот же день, король Летсие III назначил министра иностранных дел Мохлаби Тсекоа на пост премьер-министра. Сам Тсекоа прокомментировал своё назначение так: «По нашей конституции, если некоторое время премьер-министр находится вне страны или нездоров, вице-премьер-министр автоматически берет его обязанности на себя. В случае, если оба находятся за пределами страны, в соответствии с конституцией, король назначает министра, берущего на себя эти обязанности. Наши лидеры ведут переговоры для определения пути вперед». Солдаты проводили рейды по полицейским участкам, изымали оружие и обмундирование.
3 сентября премьер-министр Лесото Томас Табане вернулся в страну в сопровождении полиции ЮАР, после чего на пост командующего армией был вновь назначен Маапаранкое Махао. В то же время, Камоли вывез два склада оружия из Масеру, включая артиллерию, боевые бронированные машины, зенитные и противотанковые вооружения, минометы, и с верными 40 ветеранами спецсил и 160 новобранцами уехал в горный район страны.

## Международная реакция
- В сообщении, распространённом официальными органами ООН было сказано, что генеральный секретарь Пан Ги Мун «обеспокоен сообщениями о военном перевороте в Лесото. Он призывает к уважению конституционного порядка и демократического правления. Он настоятельно призывает все стороны воздержаться от насилия и совместно работать в направлении мирного и долгосрочного урегулирования их разногласий»[60].
- Генеральный секретарь Содружества наций Камалеш Шарма осудил попытку переворота, призвав армию Лесото уважать гражданскую власть, конституционный порядок и верховенство закона, и сказав, что «в Содружестве существует нулевая терпимость к любому неконституционныму свержению избранного правительства. Демократия и верховенство закона являются центральными принципами нашей ассоциации, и любые действия, подрывающие конституционное гражданское правление являются неприемлемыми»[61].
- Пресс-секретарь Министерства иностранных дел ЮАР Клейсон Моньела сказав, что «по общему мнению, действия сил обороны Лесото несут признаки государственного переворота»[62], охарактеризовал ситуацию как «неспокойную», и отметил, что мы не потерпим «неконституционной смены власти»[32], но «ситуация в Лесото все ещё разворачивается. Никто не взял на себя полномочия правительства, поэтому мы следим, что бы всё было решено мирным путём»[63].

Представитель Африканского национального конгресса Зизи Кодва заявил, что «Африканский национальный конгресс с глубокой озабоченностью следит за ситуацией в Королевстве Лесото, где, как было сообщено, военные захватили ключевые здания и сооружения. АНК осуждает любые попытки захвата власти неконституционным путём. АНК призывает Африканский союз и Сообщество развития Юга Африки проконтролировать разворачивающиеся события в Лесото и продолжить работать с народом этой страны для поддержания законности, порядка и демократии».
Президент ЮАР Джейкоб Зума, являющийся председателем Органа по вопросам политики, обороны, безопасности и сотрудничеству Сообщества развития Юга Африки, созвал его заседание, для того, чтобы найти пути восстановления порядка в Лесото, на которое были приглашены министры иностранных дел ЮАР, Зимбабве и Намибии, а также сами Табане, Метсинг и Масерибане, как третий представитель коалиционного правительства. Ранее, Лесото должно было принять председательство в Органе САДК на саммите в Зимбабве, но в связи с политической нестабильностью председателем стала ЮАР. Представитель министерства обороны ЮАР Сифиве Дламини сообщила, что на заседании была рассмотрена ситуация с инцидентом со спецназом. Во время переговоров Табане сказал, что «мы должны устранить все препятствия, которые могли бы возникнуть перед нами. Мы должны исправить наши отношения и продолжать развивать нашу страну», однако тут же призвал ввести международные войска в свою страну, чтобы восстановить порядок. В свою очередь, Махао сказал, что организатором переворота выступил Камоли — «генерал-предатель». Переговоры длились всю ночь, и закончились 1 сентября. Зума заявил, что Табане может быть вывезен на родину с сопровождением спецназа. По итогам переговоров, представители стран отвергли предложение Табане, приняв решение отправить в Лесото миссию наблюдателей.
- Пресс-секретарь Государственного департамента США Джен Псаки заявила, что «Соединенные Штаты глубоко обеспокоены столкновениями между силами безопасности сегодня в Лесото, и призывают правительственных чиновников и все стороны, по-прежнему приверженные мирному политическому диалогу, следовать демократическим процессам в соответствии с Конституцией и принципами верховенства закона в Лесото»[82][83].
- Первый секретарь посольства России в ЮАР Андрей Шанин сказал, что «насколько посольству известно, граждан России там сейчас нет. У нас на учете в консульстве никто не стоит, по нашей информации, туристы там бывают очень редко. Комментировать ситуацию в Лесото мы пока не можем, потому что информации к нам пока не поступало»[84].